# Меджик Сем
Ме́джик Сем (англ. Magic Sam), справжнє ім'я Се́мюел Джин Ме́гетт (англ. Samuel Gene Maghett; 14 лютого 1937, Гренада, Міссісіпі — 1 грудня 1969, Чикаго, Іллінойс) — американський блюзовий гітарист, співак і автор пісень. Племінник Шейкі Джейка Гарріса.
Меджик Сем — представник стилю вест-сайд, напрямку чиказького блюзу, разом з такими музикантами як Отіс Раш, Бадді Гай, Лютер Еллісон і Джиммі Докінс. Відомий стилем гри на гітарі із застосуванням прийому тремоло. Серед найвідоміших записів: «All Your Love», «Easy Baby», «Lookin' Good» і «Out of Bad Luck».

## Біографія
Семюел Джин Мегетт народився 14 лютого 1937 року Гренаді, штат Міссісіпі. Син Джессі «Фьютелл» Мегетта і Гети Анни (Геффі) Гендерсон. Місцем народження є місцевість біля озера в Гренаді. Виріс у фермерській сім'ї, у дитинстві майстрував власні примітивні музичні інструменти з коробок для сигар та дроту, і самостійно вчився грати пісні, які чув по радіо. У віці 13 років його родина переїхала до Чикаго. Через декілька років Мегетт виступав по місту у гурті Гоумсіка Джеймса. У віці 18 років очолив власний гурт під псевдонімом Good' Rocking Sam. Новим сусідом Сема був Сіл Джонсон, чий брат Мек Томпсон став потім басистом Сема упродовж майже усієї його професіональної кар'єри). Його дядько гітарист Шейкі Джейк Гарріс також влпинув на молодого музиканта і грав з ним разом по місту.
У 1957 році у віці 20 років дебютував у студії лейблу Елі Тоскано Cobra Records під новим псевдонімом Меджик Сем (Тоскано спочатку пропонував варіанти Сед Сем або Сінінг Сем). На першій сесії була записана «All Your Love», яка у майбутньому стала його піснею-візитівкою (мелодію якої, Сем пізніше переробив для декількох інших композицій, наприклад «Everything Gonna Be Alright» і «Easy Baby»). 1958 року записав ще декілька пісень, серед яких «Easy Baby» і «21 Days in Jail» мали місцевий успіх (на обидвох записах взяв участь басист Віллі Діксон). Того ж року акомпанував Шейкі Джейку («Roll Your Moneymaker»/«Call Me if You Need Me») на дочірньому лейблі Cobra Artistic Records.
Після закриття Cobra, Меджик Сем не перейшов на студію Chess, як це зробили його колеги по лейблу Отіс Раш і Меджик Слім. Був призваний в армію, однак провів шість місяців у в'язниці за дезертирство і був демобілізований. 1960 року перейшов на лейбл Мела Лондона Chief Records. Упродовж 1960—1961 років записав на лейблі декілька синглів, включаючи адаптацію «Every Night About This Time» Фетса Доміно.
У 1966 році записав «Out of Bad Luck»/«She Belongs to Me» на лейблі Crash Records. Того ж року записав «That's Why I'm Crying», яка увійшла до альбому-антології Sweet Home Chicago, випущеного лейблом Delmark Records; також туди була включена інструментальна «Riding High» (за участі саксофоніста Едді Шоу). У липні-жовтні 1967 року записав свій дебютний сольний альбом на Delmark під назвою West Side Soul, на якому найбільше виділяються «That's All I Need», «I Feel So Good», інструментальна «Lookin' Good» і кавер-версії «Mama Talk to Your Daughter» і «Sweet Home Chicago». За ним вийшов альбом Black Magic записаний на Delmark у жовтні-листопаді 1968 року. Серед пісень «You Belong to Me» і «What Have I Done Wrong», а також кавер-версія «San-Ho-Zay» Фредді Кінга. 1969 року взяв участь в блюзовому фестивалі в Анн-Арбор (концерті записи 1981 року випущені Delmark на альбомі Magic Sam Live). Студія Stax мала на меті підписати контракт з Семом, після того, як закінчиться термін дії його контракту з Delmark.
Помер 1 грудня 1969 року у віці 32 років серцевого нападу в лікарні Сент-Ентоні в Чикаго. Похований на кладовищі Рествейл в Алсіпі, Іллінойс.
У 1982 році був посмертно включений до Зали слави блюзу. 1994 року Меджик Слім, Едді Шоу та інші музиканти записали альбом-присвяту A Tribute to Magic Sam.

## Дискографія

### Альбоми
- West Side Soul (Delmark, 1967)
- Black Magic (Delmark, 1968)
- Sweet Home Chicago (Delmark, 1969; антологія)
- Magic Sam (1937—1969) (Blue Horizon, 1969)
- The Late Great Magic Sam (L+R, 1980)
- Magic Sam Live at Ann Arbor & In Chicago (Delmark, 1981)
- With a Feeling (Westside, 2001)
- Rockin' Wild in Chicago (Delmark, 2002)
- Raw Blues! — Live 1969 (RockBeat, 2012)
- Live at the Avant Garde (Delmark, 2013)

### Сингли
- «All Your Love»/«Love Me with a Feeling» (Cobra, 1957)
- «Everything Gonna Be Alright»/«Look Whatcha Done» (Cobra, 1958)
- «All Night Long»/«All My Whole Life» (Cobra, 1958)
- «Easy Baby»/«21 Days in Jail» (Cobra, 1958)
- «My Love Is Your Love»/«Mr. Charlie» (Chief, 1960)
- «Square Dance Rock» (Part 1)/«Square Dance Rock» (Part 2) (Chief, 1960)
- «Do The Camel Walk»/«Every Night About This Time» (Chief, 1961)
- «Blue Light Boogie»/«You Don't Have to Work» (Chief, 1961)
- «Out of Bad Luck»/«She Belongs to Me» (Crash, 1966)
- «I'll Pay You Back»/«Sam's Funck» (Bright Star, 1969)